# Thomas Lotout
Thomas Lotout, alias  TiTom, né le 10 juillet 1983 en centre Bretagne, est un sonneur de bombarde (talabarder) et compositeur de musique bretonne. Son projet sous le nom Titom est de faire sonner la bombarde hors de son contexte habituel dans des créations musicales tournées vers les musiques actuelles (« world fest-noz »).

## Biographie
À sept ans, il joue de la bombarde avec Joseph, son grand frère et deviennent l’un des couples de sonneurs les plus courus en Bretagne. TiTom a perfectionné sa pratique de la bombarde aux côtés de Laurent Bigot (double champion de Bretagne de sonneur en couple), Hervé Le Lu, David Pasquet et Gael Nicol (les célèbres talabarders du groupe Ar re Yaouank) et multiplié les expériences musicales, avec son frère Joseph (fest-noz et concours), au sein de bagadoù (Kerlenn Pondi, avec qui il est champion en 2001, compositions pour le bagad Pañvrid) ou avec des formations comme Carré Manchot, Loened Fall, Diaouled ar Menez, Stourm, Alihan Samedov, Akyo, l'orchestre symphonique de Bretagne et joué avec un grand nombre d'artistes bretons, comme Jean-Charles Guichen. En 2001, il crée son groupe Winaj'h, dont le premier album est sorti en 2007.
TiTom sort en 2010 son premier album solo chez L'Oz Production. Un cri dans l'ébène comporte onze titres de musique bretonne aux couleurs pop-rock, voir swing jazz.

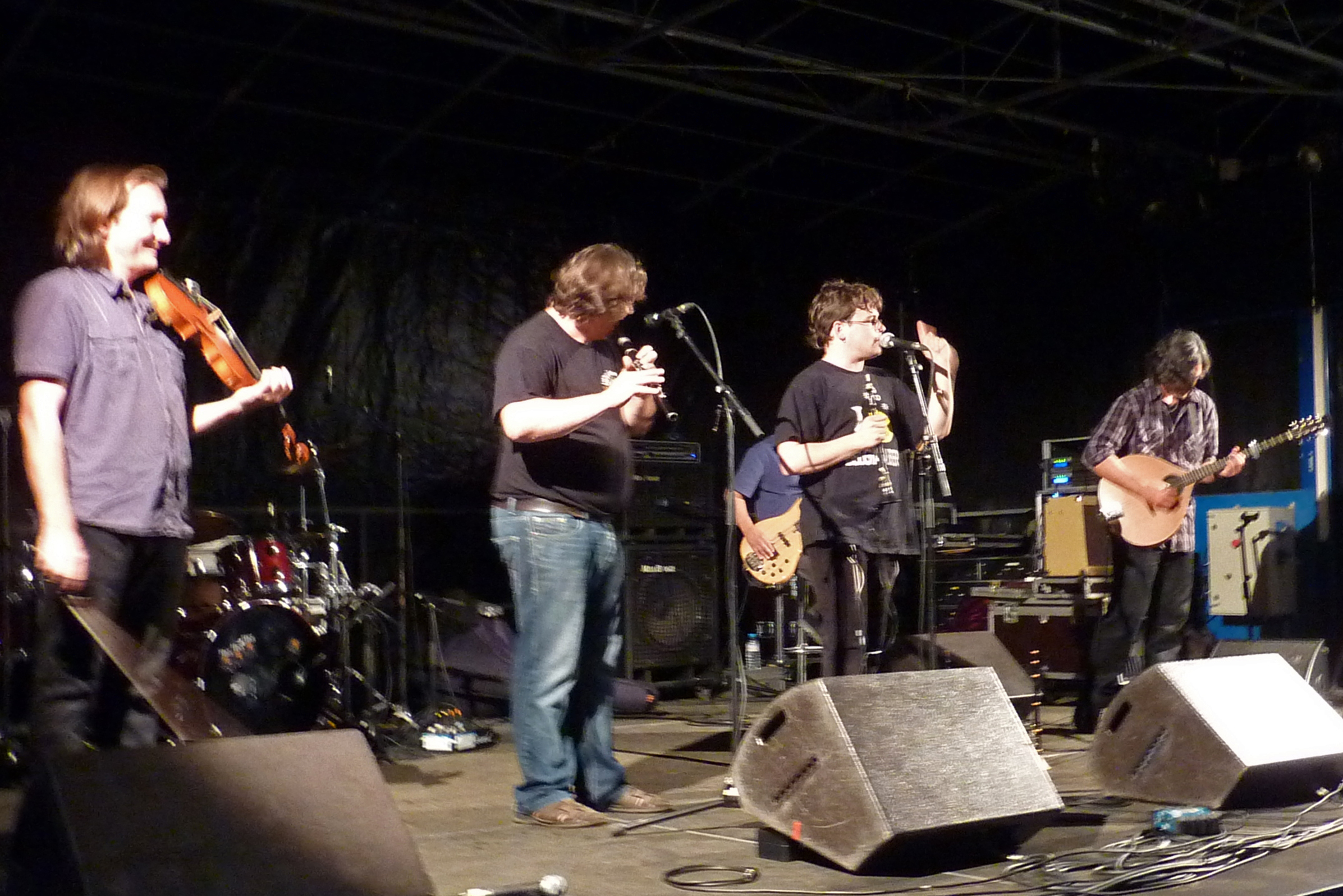
Le groupe à Saint-Quay-Portrieux le 16 août 2013

Sur l'album, s'ajoutent aux musiciens habituels, la guitare électrique de Pat O'May, le bouzouki de Fabrice Beaumin, le chant de Brendan Le Corre sur Awel Polka, le piano de Fabien Robbe sur Terre d'azil. Il est pendant dix-huit semaines à la Une d'iTunes France, trois semaines au Canada et deux semaines sur Musicme en catégorie « musiques du monde ». Les six musiciens réalisent une trentaine de concerts l'été 2010 et l'album est en rupture de stock en 2011.
Le deuxième album Second souffle est sorti chez Coop Breizh en 2012. Il rassemble des musiques du monde, à la découverte de Kinshasa notamment. Le disque obtient le Grand prix du disque décerné par Produit en Bretagne dans la catégorie musique bretonne. Le groupe et le nouveau disque sont présentés sur France 5 dans l'émission Échappée belle et sur France Inter dans l'émission Sous les étoiles… de Serge Le Vaillant en janvier 2012.
Le nouvel album Les égarés sort le 2 novembre 2013, avec un côté rock progressif et en invités les chanteurs Farid Aït Siameur (Taÿfa) et Annie Ebrel.
Les pochettes des albums Second souffle, Les égarés, Ken ha Ken et le logo Titom sont réalisés par l'artiste-peintre-illustrateur Mike Rouault.

## Musiciens

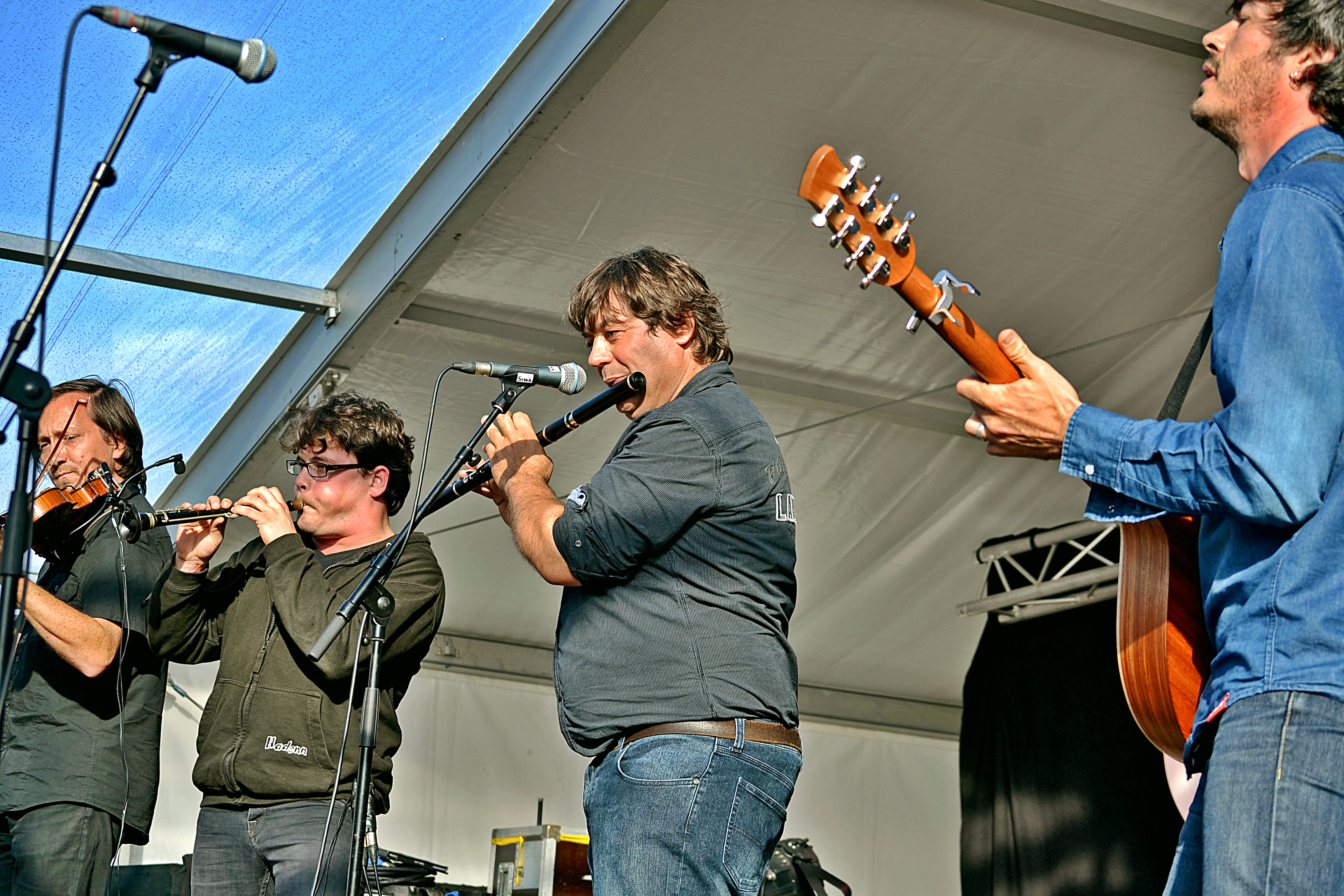
Front line du groupe en 2015.

Thomas Lotout (Loened Fall, frères Lotout) est entouré de cinq musiciens professionnels sur scène : Raphaël Chevalier au violon (Denez Prigent, Da Silva, Alan Stivell), Stéphane De Vito à la basse (Ar re Yaouank, Hiks), Patrick Boileau à la batterie (Dan Ar Braz, Gilles Servat), Yannig Alory à la flûte (Carré Manchot), Gaëtan Grandjean (Alan Stivell, Kohann) au bouzouki.
Fabrice Beaumin au bouzouki a été coarrangeur sur Un cri dans l'ébène. Il quitte le groupe en 2011. Mickael Bourdois à la batterie quitte le groupe en mars 2013.